# 安藤元雄
安藤 元雄（あんどう もとお、1934年3月15日 - ）は、日本の詩人・フランス文学者。明治大学名誉教授。2002年紫綬褒章受章。2022年文化功労者。

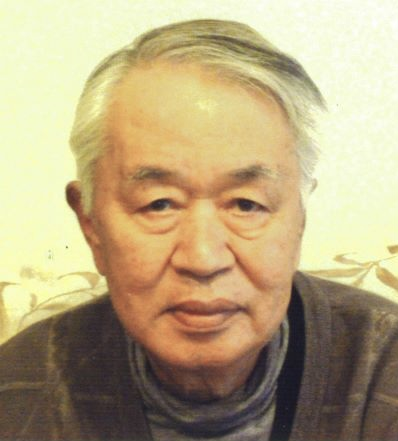
文化功労者顕彰に際して公表された肖像写真

## 経歴
東京生まれ。東京都立日比谷高等学校、東京大学文学部仏文科卒業。大学在学中に多田富雄、江藤淳らとともに同人雑誌『Perute』のち『位置』に詩などを寄稿。卒業後の1958年、時事通信社入社。パリ特派員ののち、1965年から國學院大學助教授、1973年から明治大学政経学部助教授、1980年教授、2004年定年退職、名誉教授。2005〜2006年日本現代詩人会会長。
1980年、詩集『水の中の歳月』で高見順賞、1988年『夜の音』で現代詩花椿賞、1999年『めぐりの歌』で萩原朔太郎賞受賞、2002年、紫綬褒章受章。2004年『わがノルマンディー』で藤村記念歴程賞、詩歌文学館賞受賞。2022年文化功労者。
藤沢市に在住し住民運動にも関わり、1967年に「辻堂南部の環境を守る会」事務局長。1985年「投票価値の平等を回復する神奈川3区有権者の会」世話人代表。日本ペンクラブ会員。

## 年譜[2]
- 1934年（昭和9年）3月15日、東京市芝区白金台町に、父憲雄、母喜美の長男として生まれた。のちに弟三人、妹一人をもつ。憲雄は月性（げっしょう）家の四男から安藤家に入った。大倉高等商業学校を卒業後、昭和生命保険相互会社（のち第一生命に併合）に勤務、生涯を経理担当の会社員として過ごした。安藤家は明治の頃まで「稲毛屋」という質屋を営み、盛業だった時期もあるらしいが、次第に家運が傾き、祖母の代には店を畳んで白金台町に僅かな家作を守るだけとなっていた。喜美は品川区大崎広小路で大きな綿糸店「木屋」（戦災で焼失、廃業）を営んでいた鈴木家の長女。
- 1939年（昭和14年、5歳） 高輪の高野山幼稚園に入園。体が弱く、病気がちだった。家では蓄音器でレコードを聴くのを好み、たまに外へ出ても不器用で近所の子供たちとは対等に遊べなかった。
- 1940年（昭和15年、6歳）東京市白金尋常小学校（現・港区立白金小学校）に入学。欠席が多く成績不振。国語、図画、理科などは好きだったが、体育や剣道は苦手だった。母方の叔父がくれた興文社版の「小学生全集」を耽読。父に連れられてプラネタリウムを見、天文学に憧れた。4年生の夏、親戚の者に連れられて富士山に登頂、この経験を長い作文に書いた。文章らしいものを書いた初体験。
- 1944年（昭和19年、10歳）9月、5年生で学童疎開に送られ、栃木県の温泉で1年あまりの合宿生活を送る。食糧が乏しくなり、栄養失調と寄生虫から体中がただれ、慢性的な下痢状態となった。
- 1945年（昭和20年、11歳）8月に敗戦。12月、貨車に乗せられて帰京する。生家は被災を免れたが、焼け出された知り合いが一間ずつ住み着いていた。闇の食糧を郊外の農家へ買い出しに行った父を一日中待った。白金小学校も無事だったが、進学のため焼け野原の東京を一人で歩いて中学の規則書を集めた。どの中学も焼け落ちていた。
- 1946年（昭和21年、12歳）旧制東京都立第一中学校（現・東京都立日比谷高等学校）に入学、都電で通学した。翌年から新制高校となったため、併設中学校として持ち上がり、そのまま改称後の都立日比谷高校に学んだ。友人も多くでき、それぞれの影響を受けた。夏目漱石や宮沢賢治を読み、友人たちと回覧雑誌を作ったり、ガリ版刷りの学校新聞を出したりする。このころ自宅に近い日本基督教団高輪教会に通い、受洗。教会で、のちに夭折する作曲家・吉田照男を知り、ともにアンデルセンやルナールなどを読み、また音楽など芸術鑑賞の手ほどきを受ける。
- 1951年（昭和26年、17歳）高校三年生の春、右肺門部浸潤と診断され、1年間休学。人工気胸を受け、パスなどを服用するほかは、親元で無為の生活を送った。何となく落伍者になったと感じ、教会にも行かず、堀辰雄、立原道造、中原中也、萩原朔太郎などを乱読する。休学中に1年後輩の細谷岩男が来訪、校友会雑誌「星陵」復刊の計画を聞かされ、相談に乗る。
- 1952年（昭和27年、18歳）「星陵」復刊第一号に立原道造論「『鮎の歌』など」を発表。3年生に復学。細谷とも同級になったが、彼はまもなく自殺した。遺稿の短歌を集めた小冊子『細谷岩男遺稿集』を、追悼のため経費を募って刊行。病みあがりなので体育の時間は校庭の片隅で「見学」するだけだったが、同じ境遇の生徒が何人もいて、もっぱら文学談義で時間をつぶした。このころ童話作家太田博也を知り、埼玉県菖蒲町に住む太田を何度か尋ねた。英語に自信がなく、大学をフランス語で受験しようと思い立ち、アテネ・フランセに通う。
- 1953年（昭和28年、19歳）　「星陵」の第三号に小説「歩道」を発表。友人から名刺印刷用の小型印刷機を借り、掌編小説三篇を収めた手作りの小型本『風』を1ページずつ組版印刷して制作。日比谷高校を卒業、東京大学教養学部に入学。事情を知らずにフランス語既修クラスに入ったため、いきなりモンテーニュやデカルトなどの古典を読まされて四苦八苦する。同級に降旗康男、外川継男、松村準平らがいた。「駒場詩人サークル」に入会し、入沢康夫、岩成達也らを知る。このサークルの雑誌「詩のつどい」五号に、初めて散文詩「初秋」など数篇の詩を発表、同時にアポリネールの翻訳も載せた。夏を信濃追分の農家の2階で過ごし、堀辰雄の旧宅で故人の蔵書の閲覧を許される。
- 1954年（昭和29年、20歳）5月、高校時代の同級生だった慶大生江頭淳夫（江藤淳）とはかり、千葉大生多田富雄、すでに詩人として名をなしていた手塚久子らとともに、同人雑誌「pureté」を創刊。創刊号に短篇小説「挿話」を載せた。白金台町の自宅を発行所とし、新宿の喫茶店風月堂で合評会を開く。12月までに三号を刊行。
- 1955年（昭和30年、21歳） 文学部仏文科に進学。鈴木信太郎、渡辺一夫、井上究一郎の指導を受ける。仏文科助手の菅野昭正、大学院生清水徹らに兄事し、高校以来の先輩渡辺守章をはじめとする先輩や級友に刺激を受けた。六月、「pureté」を「位置」と改題して印刷所を変え、発行所を「位置社」と称して引き続き自宅に置き、号数は第四号から続ける。表紙の「位置」という題字を自分でレタリングした。ここに詩、小説、翻訳、評論などを発表。この夏信濃追分で初めて福永武彦を訪問する。また前田透の誘いで白日社の「詩歌」に詩四篇を分載（のち「位置」に再録）した。
- 1956年（昭和31年、22歳） 仏文科の1年後輩の大江健三郎を知る。「位置」同人小川惠以子と親しくなる。卒業論文のテーマにシュペルヴィエルを選ぶ。当時まだ本格的な書誌のなかったこの詩人の書誌を作成して第一部とし、第二部を詩人論とする。資料借覧のため、初めて堀口大學の元を訪れる。非常勤講師として東大に出講した福永武彦のロートレアモン講読を聴く。また時枝誠記の国語学や中野好夫のマクベス講読などを聴講。
- 1957年（昭和32年、23歳）3月、東大仏文科を卒業。大学院の入試に失敗、乙種研究生として東大に1年間残った。小川惠以子との結婚を決意、生活のため大学院再受験を諦めて時事通信社の入社試験を受け合格。9月、これまでに書いた詩十四篇を詩集『秋の鎮魂』にまとめて位置社から出版。序文は福永武彦、栞は手塚久子と江藤淳、装幀は「位置」同人増尾昇吾。紙を寄付してくれた人があったので、編集作業を自分ですれば印刷代と製本代だけで詩集ができた。卒業論文の第二部に加筆した評論「ジュウル・シュペルヴィエル」を「位置」に連載するが、未完に終る。このころ宇佐見英治、山崎榮治、矢内原伊作らの「黒の会」に出席。
- 1958年（昭和33年、24歳）4月、時事通信社に入社、外信部に配属。夜勤が頻繁にあり、膨大な量の社内原稿を書かされるなど辛い勤務が続き、緊迫感に満ちた日々を送る。10月、渡辺一夫夫妻の媒酌で小川惠以子と結婚。藤沢市辻堂の小川方に移り、位置社だけを白金台町に残す。
- 1959年（昭和34年、25歳） シュペルヴィエルの詩集『引力（抄）』『夜に捧ぐ』を翻訳し、平凡社の『世界名詩集大成』に収める。この年、長男信雄誕生。
- 1960年（昭和35年、26歳） 宇佐見英治のすすめでアランの『芸術について』を矢内原伊作と共訳、白水社から刊行。
- 1961年（昭和36年、27歳） 「位置」は第二一号までを出して刊行途絶。この号に初めての長詩「船と その歌」を発表。篠田一士、丸谷才一らの「秩序」に最年少の同人として参加し、詩を書き続けるが、この雑誌もまもなく出なくなる。この年次男俊雄誕生。妻惠以子が小川家の一人娘だったため、俊雄はのちに小川家を継ぐ。
- 1962年（昭和37年、28歳） シュペルヴィエルの短編「ノアの方舟」の翻訳を集英社の『世界短編文学全集』に収める。3月、パリ特派員に任命され、単身で赴任、モンマルトル裏の小さなアパートで自炊生活をする。パリに留学中の大学時代の友人たちと再会。産経新聞の特派員だった松本和夫を知り、その仕事ぶりに学ぶ。ド・ゴール大統領の記者会見に出席して感銘を受け、本社に長文の記事を送った（「世界週報」誌に掲載）。乏しい滞在費を切り詰めて本を買い、パリと近郊のゴティック建築を見てまわり、美術館を歴訪。オペラや音楽会にも通うが、詩作はまったく中断。
- 1963年（昭和38年、29歳）GATT閣僚会議取材のためジュネーヴに出張ののち、6月に帰国。外信部に戻る。
- 1964年（昭和39年、30歳）激務から病気がちとなり、欠勤が増える。
- 1965年（昭和40年、31歳）「秩序」同人の國學院大学教授橋本一明に大学への転職をすすめられ、1月に時事通信社を依願退社、4月、國學院大学文学部専任講師となり、フランス語を教える。外国語研究室で飯島耕一、渋沢孝輔を知り、少しずつ詩作を再開、発表先もひろがった。明治大学、明治学院大学、慶応義塾大学、横浜国立大学、青山学院大学などにも出講、のちには東京大学、東京都立大学 (1949-2011)、上智大学にも出講。
- 1966年（昭和41年、32歳） シュペルヴィエルの短編「海原の娘」「オルフェ」の翻訳を、中央公論社の『世界の文学・フランス名作集』に収める。この年サルトルが来日、東京での講演「知識人の役割」を聞く。
- 1967年（昭和42年、33歳） グラックの『シルトの岸辺』を翻訳、集英社の『二〇世紀の文学・世界文学全集』に収める。3年がかりの仕事だった。4月、辻堂地区の区画整理に反対する住民運動「辻堂南部の環境を守る会」の結成に参画、事務局長、のち会長となる。辻堂在住の松尾邦之助を知る。
- 1968年（昭和43年、34歳） 國學院大学文学部助教授となる。この夏、藤沢市が区画整理計画を白紙撤回するが、さらに地区の居住環境の改善をめざしてまちづくりの住民運動を継続。「区画整理対策全国連絡会議」の結成に参加、世話人として運営にあたり、年1回の全国研究集会を開くほか、各地の住民運動を訪れる。また、相模湾の築港計画に反対する「新湘南港建設反対協議会」や、PTAの民主化と地域教育運動を推進する「辻堂子どもを守る会」にも参加、地域の意思決定に居住者の意思を優先させるべく活動した。
- 1969年（昭和44年、35歳） フロマンタンの『ドミニック』を翻訳して中央公論社の『新集・世界の文学』に収める。新潮社の『世界詩人全集』に「位置」時代に訳したタルデューの連作「ムッシュウ・ムッシュウ」を収める。このころから、妻の実家の持つ山林と宅地を管理するため、毎年一回、岩手県胆沢郡金ケ崎町を訪れる。
- 1970年（昭和45年、36歳） ベケットの『名づけえぬもの』を翻訳し、白水社から刊行。クロード・ロワ編著『ジュール・シュペルヴィエル』（評論と選詩集）の翻訳を思潮社から刊行。日本コロムビアのレコード『モニック・モレリ大全集』のためアラゴン、ブリュアン、リクチュス、クーテ、マッコルラン、カルコらの、俗語による詩数十篇を訳す。神奈川県が相模湾の築港を断念。
- 1971年（昭和46年、37歳） ビゼーの歌劇『カルメン』の台本を翻訳し、歌詞対訳として日本コロムビアのレコードに添える。以後、長期にわたり『サムソンとデリラ』『ホフマン物語』『アフリカの女』『ユグノー教徒』『ベアトリスとベネディクト』『黒いドミノ』『闘牛士』『ファウスト』『ロメオとジュリエット』『タイース』『ドン・キショット』『ケルビーノ』『マノン』『ウェルテル』『スペインの時』『子供と魔法』などのフランス・オペラや、『ドン・カルロス（初演版）』『三つのオレンジへの恋』『連隊の娘』などのフランス語台本によるオペラ、さらには『兵士の物語』『婚礼』『ダヴィデ王』『ユディト』などの音楽作品の歌詞対訳、もしくは映像字幕などを担当することになる。この年、藤沢市政の民主化を求める「藤沢市政を明るくする市民の会」、次いで「藤沢市民連合」の結成に参画、代表幹事をつとめる。
- 1972年（昭和47年、38歳） 2月の市長選挙で「藤沢市民連合」の推す候補者葉山峻が当選。第二詩集『船と その歌』を思潮社から刊行。装幀入沢康夫、口絵駒井哲郎。ほかに入沢康夫装幀による特製本、吉岡実装幀の別製本をつくる。雑誌「ふらんす」にエッセー「フランス詩の散歩道」を連載する。竹内書店刊の「バタイユ・ブランショ研究」にバタイユとブランショの文学論を訳す。
- 1973年（昭和48年、39歳） 4月、澁澤孝輔の招きで明治大学政経学部助教授に転ずる。5月、雑誌「ユリイカ」の臨時増刊「総特集・ボードレール」（阿部良雄責任編集）に、評釈「旅への〈さそい〉」を執筆。ボードレールについての初めての本格的論文。新潮社の「カミュ全集」にカミュの政治評論若干を訳す。松井和彦と共編で単行本『区画整理対策のすべて』を自治体研究社から刊行、同書に第一部「住民からの区画整理原論」を執筆。
- 1974年（昭和49年、40歳） グラックの『シルトの岸辺』の翻訳を単行本として集英社から刊行。『フランス詩の散歩道』を単行本にまとめて白水社から刊行。飯島耕一の詩集『ゴヤのファーストネームは』（青土社）の装幀を担当する。秋、高校時代の友人たちとバンコク、サイゴン、香港をめぐる。
- 1975年（昭和50年、41歳） 4月、松尾邦之助の死去に葬儀委員長をつとめる。エッセー集『椅子をめぐって』を昭森社から刊行。10月、明治大学政経学部教授となる。コンスタンの『アドルフ』を翻訳、集英社の『世界文学全集』に収める。
- 1976年（昭和51年、42歳） 1月、妻をともない、13年ぶりに一週間だけパリを訪問。在外研究員としてパリに滞在中の澁澤孝輔に会い、澁澤の文学部への移籍について相談。この年から三年間、「東京新聞」文化欄に「詩の月評」を執筆。
- 1977年（昭和52年、43歳） 冨山房から復刊された、萩原朔太郎編『昭和詩鈔』に解題を書く。
- 1978年（昭和53年、44歳） 住民運動論集『居住点の思想』を晶文社から刊行。装幀平野甲賀。人文書院の『ランボー全集』に「ランボーの死後遺族と知人間に交わされた書簡」を訳す。
- 1979年（昭和54年、45歳） エッセー集『イタリアの珊瑚』を小沢書店から刊行。また三年間の「詩の月評」を単行本にまとめ、『現代詩を読む』と題して同書店から刊行。集英社「世界の文学」の『現代詩集』（篠田一士編）にボンヌフォアの詩十一篇を訳す。大修館書店の『フランス文学講座・詩』（阿部良雄編）に「《孤高》の詩人たち」「第二次大戦中と戦後の詩」の二章を執筆。渡辺武信に設計を依頼して辻堂の家を改築。
- 1980年（昭和55年、46歳） 第三詩集『水の中の歳月』を思潮社から刊行。制作担当八木忠栄、装画滝口修造。これにより第十一回高見順賞を受ける。フロマンタンの『ドミニック』の翻訳を中公文庫で再刊。
- 1981年（昭和56年、47歳） 既刊の「秋の鎮魂」と「船と その歌」を併せた『安藤元雄詩集』を昭森社から刊行。高見順賞受賞を記念して昭森社が制作した限定版。ボードレールの詩集『悪の華』を全訳し、集英社の『世界文学全集』に収める。東京創元社の『ジャン・コクトー全集』に、散文詩集『倚音集』を訳す。ジョイスの童話『猫と悪魔』を仏語版から翻訳、子供向けの絵本として文化出版局から刊行。思潮社から復刊された『マチネ・ポエティク詩集』に解題を書く。小沢書店の『堀口大學全集』の編集委員となり、この年から足かけ8年をかけて全13巻を刊行。各巻の解題・総説を執筆。
- 1982年（昭和57年、48歳） 宇佐見英治との共編で『山崎榮治詩集』を沖積舎から出版。ベケットの『モロイ』を翻訳し、筑摩書房の『世界文学大系』に収める。思潮社の現代詩文庫版『立原道造詩集』に解説を書く。11月、父憲雄死去。
- 1983年（昭和58年、49歳） かつて矢内原伊作と共訳したアランの『芸術について』を単独責任で全面改訳し、『芸術についての二十講』と改題して白水社から刊行。ボードレール『悪の華』の翻訳を改訂増補し、単行本として集英社から刊行。マネとルドンの版画入、自装。現代詩文庫版『安藤元雄詩集』を思潮社から刊行、作品論平出隆、詩人論入沢康夫。『シュペルヴィエル詩集』を編集翻訳し、ほるぷ出版から刊行。学陽書房刊の単行本『人間居住環境を考える』（駒井洋・樺山紘一・宮本憲一・淡路剛久編）に、「まちづくりの思想」の章を執筆。この年から翌年にかけ、明治大学在外研究員として妻とともに1年間パリに滞在、十五区のアパートに住む。その間、中村真一郎夫妻とともにイタリアに旅したほか、別途にオランダ・ベルギー、アルザスとスイス、ウィーン、ロンドン、スペイン、南仏などを旅行。またスリジー＝ラ＝サールでのボンヌフォア研究の合宿に参加、ドニーズ・ベルトー（シュペルヴィエルの長女）やグラックを訪問するなど、収穫が多かった。12月、「メタ伝統を求めて」と題し、日本の近代詩についてフランス語で講演。パリの詩人ジェラール・マセと親交を結ぶ。
- 1984年（昭和59年、50歳） 4月帰国。12月、シュペルヴィエルの生誕百年を記念してパリの国立図書館で開かれた「シュペルヴィエル展」のオープニングに招かれ、数日間だけ渡仏。展覧会場でシュペルヴィエル家の人々に会う。平凡社の『百科大事典』に「韻律」「詩」「散文詩」などの項目を執筆。この年から数年間、中村真一郎のすすめで蓼科のマリー・ローランサン美術館の運営委員をつとめる。
- 1985年（昭和60年、51歳） グラックの『アルゴールの城にて』を翻訳、白水社から刊行。雑誌「ふらんす手帖」第十四号に「Oloron-Sainte-Marieの原稿について」を寄稿。福島秀子のデカルコマニー5点に詩を添えた組詩『坐る』を限定版の小型本として書肆山田から刊行。集英社刊の詩画集『マリー・ローランサンの扇』の監修者となり、ローランサンの詩文集『夜の手帖』（抄）などを訳す。9月、パリを訪れて日本学会に出席。
- 1986年（昭和61年、52歳） 第四詩集『この街のほろびるとき』を小沢書店から刊行。装画難波田龍起。詩集としては珍しく「週刊朝日」に書評が出た。8月、古屋奎二夫妻の案内で、清水徹夫妻や妻とともに台北の国立故宮博物院を見学。
- 1987年（昭和62年、53歳） この年から五年間、高見順賞の選考委員をつとめる。
- 1988年（昭和63年、54歳） 第五詩集『夜の音』を書肆山田から刊行。装幀吉岡実、装画落合茂。これにより第6回現代詩花椿賞を受ける。明治大学人文科学研究所の総合研究「詩学研究」に参加、その責任者となり、3年間に15回の研究会を開く。オッフェンバックの歌劇『ホフマン物語』の台本を編集翻訳し、絵入りの単行本として新書館から刊行。挿絵佐藤道明。8月、妻とともにトマス・ハーディの跡を尋ねる旅に加わってソールズベリーやストーンヘンジなどを訪れ、帰途パリに立ち寄る。10月、国際交流基金の派遣により、妻同伴でベオグラードの国際作家会議に出席、「亡命と日本文学」と題して報告、自作詩を朗読、またドゥブロヴニクの町やソポチャニ修道院などを見る。ベオグラード大学の助手だった山崎佳代子を知る。帰途ウィーンを再訪。
- 1989年（昭和64年・平成元年、55歳） この春から1年間、慶應義塾大学の詩学講座に出講。夏の間マセと住まいを交換し、妻とともにモンマルトルのマセ家で暮らす。その後イタリアを訪ね、ローマからミラノまで車で旅行して帰国。11月、イラクの「ミルバード詩祭」に招かれ、妻同伴でバグダードを訪問、バグダード外国語大学で自作詩を朗読。さらにバスラやファオ、バビロン、クテシフォン、サマーラ、ニネヴェやニムルート、ハトラの遺跡などを見る。
- 1990年（平成2年、56歳） 秋、妻惠以子が小熊秀雄の伝記資料を調べるのに同道して、数日間旭川に滞在、調査を手伝う。
- 1991年（平成3年、57歳） 4月、ボードレール『悪の華』を集英社文庫から刊行。5月、明治大学の公開講座で「宮沢賢治の詩」と題して二回にわたり講演。東京創元社の『齋藤磯雄著作集』の編集委員となり、翌々年にかけて全四巻を刊行。筑摩書房「世界文学大系」の『名詩集』（篠田一士編）にヴィクトル・ユゴーの詩十五篇を訳す。
- 1992年（平成4年、58歳） 1月、明治大学の特別研究員制度により、妻とともに3週間アメリカを訪問。サンフランシスコからシカゴ、ニューヨーク、ボストン、ワシントンD.C.までを旅し、途中ナッシュビルのボードレール研究センターやリッチモンドのポー博物館を訪れる（新潮文庫に『ポー詩集』を翻訳する計画があったためだが、これは結局実現しなかった）。第六詩集『カドミウム・グリーン』を思潮社から刊行。装幀芦沢泰偉、表紙写真オノデラユキ、栞は神山睦美と建畠晢。12月、母喜美死去。この年から三年間、明治大学和泉キャンパスの責任者である和泉委員会委員長をつとめ、新体育館建設のため学内の合意づくりに奔走。
- 1993年（平成5年、59歳） 3月、「辻堂南部の環境を守る会」はその使命を終えたとし、まちづくり運動を地元の自治会連合に託して解散。「詩学研究」の成果を単行本『詩的ディスクール』（乾昌幸と共編）として白凰社から刊行。同書に「近代詩の発生—蕪村の和詩—」を執筆。6月、都留文科大学で地域社会での住民運動の役割について講演。同月、狭心症の発作で入院、湘南鎌倉総合病院で冠動脈のカテーテル手術を受ける。
- 1994年（平成6年、60歳） 体調回復に至り、4月、妻とともにカンボジアのアンコール・ワットを訪れ、またプノンペン近郊の大量虐殺跡などを見る。この年から四年間、現代詩花椿賞の選考委員をつとめる。明治大学で「ヨーロッパ文化研究」のゼミを受け持ち、フランスの新聞を教材に欧州の通貨統合を追う。
- 1995年（平成7年、61歳） 区画整理全国連絡会議の世話人として、神戸で阪神・淡路大震災の被災状況と復興区画整理計画を調査。
- 1996年（平成8年、62歳） 2月、日本近代文学館の企画「声のライブラリー」（第四回）に、中村真一郎、荻野アンナとともに出席、自作を朗読し、鼎談に加わる。雑誌「るしおる」に長詩「樹下」の連載を開始。學燈社の「日本名詩集成」に堀口大學と入沢康夫の作品鑑賞を執筆。この年から土井晩翠賞の選考委員となる。9月から翌年1月まで、明治大学の短期在外研究員として妻とともにパリに滞在、十七区に住む。パリ市立図書館でのネルヴァル展を見る。ル・モンド紙の元東京特派員ロベール・ギランに会う。ヴェネツィア、フィレンツェを再訪したほか、ディジョン、ナミュール、南仏などを旅行、グラックを再訪。
- 1997年（平成9年、63歳） 10月、ふたたびベオグラードの国際作家会議に招かれ、単身で出張。「海図なき航海」と題して報告、自作詩を朗読。
- 1998年（平成10年、64歳） 2月から「現代詩手帖」に連作「めぐりの歌」を連載、このため「樹下」の制作は一時中断。澁澤孝輔、入沢康夫と共編の『フランス名詩選』を岩波文庫で刊行。筑摩書房の『マラルメ全集』第三巻に『折りふしの詩句』の一部を訳す。この年から高見順文学振興会の理事となる。10月、仙台文学館で富永太郎について粟津則雄と対談。12月、花巻の宮沢賢治研究会のセミナーでこの詩人について講演。自治体研究社刊の単行本『新・区画整理対策のすべて』に第一部「区画整理への住民の視点」を執筆。
- 1999年（平成11年、65歳） 3月、立原道造を偲ぶ「風信子忌」で「詩人の危機」と題して講演。3月に完結した『めぐりの歌』を、単行本として6月に思潮社から刊行。装幀夫馬孝。これにより第七回萩原朔太郎賞を受ける。10月、前橋で授賞式に続いて「詩人という井戸」と題して講演。この年から二年間、神奈川新聞文芸コンクール現代詩部門の審査員をつとめる。11月、三〇年あまり続けていた「区画整理対策全国連絡会議」の世話人を退き、顧問となる。
- 2000年（平成12年、66歳） 明治大学評議員となる。3月から5月まで、前橋文学館で『安藤元雄展』が開かれ、オープニングの催しで小栗康平と対談。この展覧会の図録に、このときまでの自筆年譜を掲載。8月から二週間、財部鳥子・金井常吉夫妻の案内で妻とともにタンザニアへの旅に加わり、ンゴロンゴロの自然保護区やザンジバル島の奴隷貿易の遺跡などを見る。オペラ台本『カルメン』を改訳し音楽之友社から刊行。
- 2001年（平成13年、67歳） 日本近代文学館の評議員となる。4月末から一週間、妻とともに中国西安に滞在、始皇帝の兵馬俑など各種の遺跡を見る。この年から三年間、北上市の日本現代詩歌文学館賞の選考委員となり、5月、同館での贈賞式で「言葉の中の世界」と題して講演。9月、財部鳥子編集による短詩集『むずかしい散歩』をアートランドから刊行。ブックデザイン金山常吉。既刊詩集からの再録作品に未刊行作品を加える。同月、詩論集『フーガの技法』を思潮社から刊行。装幀森本良成。妻とともに雑誌「楽市」の座談会「風土」に出席。11月、二期会のオペラ『ホフマン物語』の公演に協力して解説と字幕を担当。日仏会館の文化講座で「泥まみれの詩人—金子光晴」と題して講演。12月、清水徹の歴程賞授賞式で、受賞者紹介を受け持つ。
- 2002年（平成14年、68歳） 4月、妻をともない美濃路を旅し、三井葉子らとともに根尾の淡墨桜を見る。芸林書房の「二十一世紀文庫」のため『立原道造詩集』を編集。4月から一年間、上智大学仏文科の非常勤講師として翻訳演習を担当。同時に明治大学では「十九世紀フランス市民社会の文化的位相」と題して『悪の華』について講義。明大和泉キャンパスの新教育棟建設のために奔走。5月、これまでの詩作に対して紫綬褒章を受ける。11月、山口県秋吉台国際芸術村での現代詩セミナーで「詩と伝統」を講演。妻のパーキンソン病が進行し、介護保険による生活支援を受けるようになる。
- 2003年（平成15年、69歳） 1月、「吉原幸子を偲ぶ会」でこの詩人の生涯について語る。3月、山形市の「雁戸の会」に招かれ、「詩のひろがりと深まり」と題して講演。二期会のオペラ公演『カルメン』の新演出（実相寺昭雄）に字幕を担当。8月、大腸ポリープを切除。10月、グラックの『シルトの岸辺』の翻訳を改訂し、「ちくま文庫」で再刊。詩集『わがノルマンディー』を思潮社から刊行。装幀森本良成。11月、明治大学政経学部地域行政学科開設の記念講演会で「統治と被治と自治」と題し、辻堂南部での住民運動の経緯について講演。12月、妻とともに老後を養うため、熱海に中古のケア付きマンション「ケアリゾート熱海」の一室を買う。この年から、筑摩書房の新しい『立原道造全集』の編集委員となる。
- 2004年（平成16年、70歳） 三年前の日仏会館での講演を合著『近代日本と仏蘭西』（三浦信孝編・大修館書店）に収める。3月、明治大学を停年退職。5月、明治大学名誉教授の称号を受ける。詩集『わがノルマンディー』により第十九回詩歌文学館賞を受ける。6月、中京大学での四季派学会夏期大会に招かれ、「立原道造の新しい全集について」と題して講演。10月、伊東温泉で開かれた区画整理再開発対策全国研究集会で「『ここで生きる』まちを」と題して記念講演。11月、詩集『わがノルマンディー』により第四十二回藤村記念歴程賞を受ける。12月、前橋市で開かれた第一回「伊藤信吉の会」で、「伊藤信吉の功績」と題して講演。冠動脈にあらたな狭窄が見つかり、二度目のカテーテル手術を受ける。この年から中村稔、大岡信とともに三省堂書店の『日本現代詩大事典』の監修者となる。
- 2005年（平成17年、71歳） 1月、冠動脈の別の部位を手術。2月、いわき市のいわき市立草野心平記念文学館で「詩の矢の遠く届くところ」と題して講演。3月、日本現代詩人会の委嘱で現代詩人賞の選考委員長をつとめる。9月、日本現代詩人会の会長に選任される。日本近代文学館で「作家を肉筆で読む」のシリーズの一環として、「立原道造の手書き詩集」と題して講演。「明治大学教養論集」が「安藤元雄名誉教授退職記念号」を発行する（この号にこのときまでの「自筆年譜」を掲載）。10月、信濃追分の公民館で堀辰雄記念文学館の主催により、「堀辰雄と雪」と題して講演。11月、神奈川大学エクステンションセンターで「ボードレールと近代」を講義。12月、日本現代詩人会の東日本セミナーで「詩のあり方、詩人のあり方」と題して講演。
- 2006年（平成18年、72歳） 7月から読売新聞に月一回「詩」と題する月評を連載。強羅で開かれた「詩人会議」の夏期学校で「詩人の居場所」と題して講演。9月、日本近代文学館の「声のライブラリー」（第46回）に、伊藤桂一、津島佑子とともに二度目の出演。10月、千葉詩人クラブの例会で「孤独者としての詩人」と題して講演。「詩と創造」のセミナーで「詩を書くことの意味」と題して講演。11月刊行の、筑摩書房の『立原道造全集』第一巻に解題を執筆。日仏会館の定例講演会で「萩原朔太郎とフランス」と題して講演。
- 2007年（平成19年、73歳）1月、『北原白秋詩集』編・解説し岩波文庫（上下）で刊行。静岡詩人会の詩祭で「詩人の生涯」と題して講演。3月、宇宙航空研究開発機構（JAXA）の主催する「宇宙連詩」の企画に招かれ、第二十四詩（最終詩）をつくる。5月、前橋の朔太郎忌で、「朔太郎と《異国》」と題して講演。8月、任期満了により日本現代詩人会会長を退く。11月、広島市で開かれた日本現代詩人会の西日本ゼミナールで「詩の前をゆくもの」と題して講演。12月刊行の『立原道造全集』第二巻に解題を執筆。
- 2008年（平成20年、74歳） 2月、三省堂の『現代詩大事典』刊行。3月、日本詩人クラブの研究会で、「詩の言葉と歌の言葉」と題して講演。5月、長岡の「堀口大學を語る会」で「堀口大學の世界」と題して講演。冠動脈の再狭窄が進行しているのが見つかり、6月に再びカテーテル手術を受ける。9月、森杏太郎詩集『瞑想』に跋文を書く。現代詩文庫版『続・安藤元雄詩集』を思潮社から刊行。作品論飯島耕一、詩人論新井豊美・和合亮一。正篇と併せて事実上この時点での全詩集とする。読売新聞に月1回連載していた詩の月評を12月で終了。
- 2009年（平成21年、75歳）2月、三省堂の企画する現代詩朗読会に参加し、自作を朗読。5月、詩作の業績と明治大学での教育上の功労に対し、瑞宝中綬章を受章[3]。8月下旬、急性胆管炎のた緊急入院、10日間ほどの治療を受けて退院。10月、赤坂御苑での園遊会に招かれて参加。小熊秀雄を偲ぶ「長々忌」で、「小熊秀雄の詩法」と題して講演。11月、掛川市での国民文化祭で現代詩部門の選考委員長をつとめる。
- 2010年（平成22年、76歳） 筑摩書房の『マラルメ全集』第一巻のため、マラルメのソネなど詩数篇を訳す。日本現代詩人会創立六〇周年記念詩祭の実行委員長をつとめる。5月から6月にかけ、日仏会館の教養講座で四回にわたり『フランスの詩における近代』と題して講義。9月、筑摩書房の『立原道造全集』第五巻が刊行され完結。
- 2011年（平成23年、77歳） 3月11日東日本大震災。高見順賞贈賞式のため上京する途中で交通が途絶、戸塚駅付近で停止した列車内に3時間ほど閉じ込められたのち、駅まで線路を歩き、バスを乗り継いで夜9時ごろ帰宅する。この年から北上の日本現代詩歌文学館の振興会副会長となる。
- 2012年（平成24年、78歳） 2月、心臓冠動脈のバイパス手術のため、湘南鎌倉総合病院に20日間入院。同時に弁膜置換手術も受け、身体障害者となる。体力は衰え、外出時に杖をつくようになる。池田康の雑誌「洪水」に協力し、野村喜和夫と対談したほか、作曲家・諸井誠との往復書簡を執筆。
- 2013年（平成25年、79歳） 5月、岩波文庫版の堀口大學『月下の一群』の解説を担当。夏、車椅子の妻をともない、中部学院大学教授となっている信雄を訪れ、長良川の鵜飼を見る。妻の病状進行のため、熱海での老後生活は不可能と判断し、自宅での介護に専念するためケアリゾート熱海の部屋を売却。
- 2014年（平成26年、80歳）1月にグラック『アルゴールの城にて』、2月に同『シルトの岸辺』の翻訳を岩波文庫から再刊。それぞれに改訂を加える。4月、「中村真一郎の会」の年次総会で『マチネ・ポエティク詩集』についての座談会に参加。6月、日本現代詩人会主催の「日本の詩祭二〇一四」で、「先達詩人の顕彰」を受ける。日本近代文学館の監事に就任。
- 2015年（平成27年、81歳）長く未完のままだった長詩『樹下』が完成し、9月に書肆山田から刊行。装幀菊地信義。
- 2016年（平成28年、82歳）雑誌「洪水」に談話「ボードレールとオッフェンバック」を掲載。
- 2022年（令和4年、88歳） 11月3日 文化功労者。
- （日付不明）楢崎汪子の企画する「地下鉄のオルフェ」プロジェクトに参加して、詩「沈む町」を寄稿。
- （日付不明）楢崎汪子の企画する「街頭の断想」プロジェクトに参加して、散文詩「この街のほろびるとき」を寄稿。
- （日付不明）外国の雑誌などに作品が訳載される。ドイツ、フランス、ルクセンブルク、ユーゴ、ルーマニアなど。
- （日付不明）この年から一年間、渡邊武信、清水哲男とともに、雑誌「現代詩手帖」の投稿欄の選者をつとめる。
- （日付不明）この年から2年間、雑誌「ユリイカ」の投稿詩の選考を担当する。
- （日付不明）新井豊美詩集に解説を書く。

## 著書
- 『秋の鎮魂』位置社, 1957
- 『船とその歌』思潮社, 1972
- 『フランス詩の散歩道』白水社, 1974
- 『椅子をめぐって』昭森社, 1975
- 『居住点の思想 住民・運動・自治』晶文社, 1978
- 『イタリアの珊瑚』小沢書店, 1979
- 『現代詩を読む 1976～1979』小沢書店, 1979
- 『水の中の歳月』思潮社, 1980
- 『安藤元雄詩集』思潮社<現代詩文庫>, 1983
- 『この街のほろびるとき』小沢書店, 1986
- 『夜の音』書肆山田, 1988
- 『カドミウム・グリーン』思潮社, 1992
- 『めぐりの歌』思潮社, 1999
- 『フーガの技法』思潮社, 2001
- 『わがノルマンディー』思潮社, 2003
- 『続・安藤元雄詩集』思潮社<現代詩文庫>, 2008
- 『詩集 樹下』書肆山田, 2015
- 『「悪の華」を読む』水声社, 2018
- 『安藤元雄詩集集成』水声社, 2019、解説野村喜和夫
- 『惠以子抄』書肆山田, 2022

## 翻訳
- ジュリアン・グラック『シルトの岸辺』集英社〈世界文学全集〉, 1967、ちくま文庫, 2003、岩波文庫, 2014
- ウジェーヌ・フロマンタン『ドミニック』 「新集世界の文学 3」中央公論社, 1969、中公文庫, 1980。グーテンベルク21・電子書籍, 2023
- サミュエル・ベケット『名づけえぬもの』白水社, 1970、新版1995
- 『ジュール・シュペルヴィエル』思潮社〈今日の詩人双書〉, 1970、新版1982
- 『シュペルヴィエル詩集』ほるぷ出版, 1973、新版1983
- コンスタン『アドルフ』「世界文学全集」集英社, 1975、新版1981。グーテンベルク21・電子書籍, 2022
- ジェームズ・ジョイス『猫と悪魔』文化出版局, 1981。児童向け、ロジェ・ブラション絵
- ボードレール『悪の華』「世界文学全集 42」集英社, 1981、単行版1983、集英社文庫, 1991
- アラン『芸術についての二十講　著作集5』白水社, 1983
- ジュリアン・グラック『アルゴールの城にて』白水社, 1985、白水Uブックス, 1989、岩波文庫, 2014
- ジャック・オッフェンバック『ホフマン物語』新書館, 1988
- ビゼー『カルメン　対訳オペラ』音楽之友社, 1988、新版2000
- 『フランス名詩選』入沢康夫・渋沢孝輔共訳、岩波文庫, 1998